# AutoHotkey
AutoHotkey er et free, open-source særlig scripting language for Microsoft Windows, som oprindeligt har til formål at yde lette keyboard shortcuts eller genvejstaster, hurtig macro-oprettelse og software automation der giver bruger med de fleste niveauer af computer dygtighed mulighed for at automatisere gentagne opgaver i alle Windows-programmer. Brugergrænseflader kan let udvides eller ændres af AutoHotkey (f.eks kan standard Windows control key kommandoer udskiftes med deres Emacs tilsvarende). AutoHotkey installation omfatter egen omfattende hjælpe fil med én altid opdateret web based Arkiveret 15. marts 2015 hos  Wayback Machine version.

## Egenskaber
AutoHotkey scripts kan bruges til at starte programs, åbne dokumenter, sende keystrokes og mouse klik og bevægelser.
AutoHotkey scripts kan også tildele, hente og manipulere variables, køre loops og manipulere windows, files og folders. Disse kommandoer kan udløses af en hotkey, såsom et script, der ville åbne internet browser når en user trykker Ctrl+Alt+i på tastaturet. Tastaturtaster kan også optegnes til ny karakteristik eller deaktiveres, således at trykke på bogstavet q, for eksempel kan resultere i at computer modtog bogstavet r, eller slet ingenting. AutoHotkey giver også mulighed for "hotstrings ', der automatisk vil erstatte tekst som er skrevet; den mest typiske brug for hotstrings er ekspanderende forkortelser, såsom tildeling strengen "btw" for at sende teksten "by the way" (af vejen), når skrevet, eller teksten "% o" for at sende "procentdel af".
Mere komplekse opgaver kan opnås med brugerdefinerede dataindtastnings formularer (GUI windows), arbejder med system registry, eller ved hjælp af Windows API ved at kalde funktioner fra DLLs. Scripts kan blive compiled til en executable fil, der kan køre på andre computere, der ikke har AutoHotkey installeret. Kildekoden er i C ++ og kan kompileres med Visual Studio Express.
Hukommelse adgang gennem pointere er tilladt, ligesom i C.
Almindelige AutoHotkey opgaver:
- Remapping tastaturet, såsom fra QWERTY to Dvorak eller andre alternative tastaturlayout.
- Brug af genveje til at udfylde ofte anvendte filnavne eller andre sætninger.
- Styring af musen med et tastatur eller joystick.
- Opening programs, documents, and websites with simple keystrokes.
- Adding a signature to e-mail, message boards, etc.
- Monitoring a system and automatically closing unwanted programs.
- Scheduling an automatic reminder, system scan, or backup.
- Automating repetitive tasks in online games (often in violation of said games' terms of service).
- Filling out contest and freebie forms automatically (i.e., it can type in your name, address, etc. automatically).
- Quick code testing before implementing in another (more time consuming) programming language.
- AutoHotkey has even been used by doctors in the radiology world.[6]

## History
Den første offentlige beta af AutoHotkey blev udgivet den 10. november 2003 Da forfatteren Chris Mallett forslag om at integrere hotkey støtte i AutoIt v2 undlod at generere svar fra AutoIt's samfund. Så forfatteren begyndte sit eget program fra bunden baseret på syntaksen fra AutoIt v2 og ved at bruge AutoIt v3's kommandoer og compiler. Senere skiftede AutoIt v3 fra GPL til closed source på grund af "andre projekter gentagne gange tog AutoIt kode" og "indstilling sig som konkurrenter."
I 2010, blev platforme AutoHotkey v1.1 (oprindeligt kaldt AutoHotkey_L) den løbende udvikling af AutoHotkey. En anden del af programmet er AutoHotkey.dll.

## Eksempler
Dette script ombytter Ctrl og Alt tasterne.
```
LCtrl::
Alt

LAlt::
Ctrl

```

Følgende script lader en bruger at søge efter et bestemt ord eller en sætning ved hjælp af Google. Når du har kopieret tekst fra et programme til Udklipsholder, trykke du på den konfigurerbare genvejstast ⊞ Win+g som åbner brugerens standard webbrowser og udføre søgningen.
```
#g::
 ; Win+g

   
Run
 
http
://
www
.
google
.
com
/
search
?
q
=
%clipboard%

Return

```

Det følgende er et eksempel på scriptet der kræves for at skabe den hotstring "AFAIK", som automatisk erstattes af "as far as I know" (så vidt jeg ved):
```
::
afaik
::
as
 
far
 
as
 
I
 
know

```

 Det følgende er et eksempel på en simpel funktion i AutoHotkey. Når en URL er kopieret til Udklipsholder, den genvejstast Alt+x vil kontrollere URL'en for enhver / alle parenteser og erstatte dem med alternative tegn før du indsætter URL'en fra Udklipsholder:
```
!
x
::
 ; Alt+x

   
URLReplace
()

   
Send
 
^
v
 ; Ctrl+v

Return

URLReplace
()
 
{

   
StringReplace
,
 
Clipboard
,
 
Clipboard
,
 
(,
 
`%
28
,
 
All

   
StringReplace
,
 
Clipboard
,
 
Clipboard
,
 
),
 
`%
29
,
 
All

}

```

I dette eksempel, når indholdet af et brugernavn eller adresse link IP er blevet kopieret fra overalt på Wikipedias hjemmeside til Udklipsholder (ved hjælp af Firefox), følgende script giver brugeren mulighed for at udføre en funktion Copy og bruge den på klippebordet's indhold og gemme den til en variabel, der er udpeget af enten genvejstast Ctrl+⇧ Shift+W eller genvejstast Ctrl+⇧ Shift+E. Genvejstast Ctrl+⇧ Shift+R udnytter de resulterende variable til at producere og genindlæse et redigert resumé.
```
^+
w
::
last
 
:=
 
CopyUser
()
 ; Ctrl+Shift+w

^+
e
::
edit
 
:=
 
CopyUser
()
 ; Ctrl+Shift+e

CopyUser
()
 
{

   
Clipboard
 
=

   
StringReplace
,
 
Clipboard
,
 
Clipboard
,
 
http
://
en
.
wikipedia
.
org
/

   
StringReplace
,
 
Clipboard
,
 
Clipboard
,
 
wiki
/

   
StringReplace
,
 
Clipboard
,
 
Clipboard
,
 
w
/
index
.
php
?
title
=

   
StringReplace
,
 
Clipboard
,
 
Clipboard
,
 
Special
:
Contributions
&
target
=

   
StringReplace
,
 
Clipboard
,
 
Clipboard
,
 
User
:

   
StringReplace
,
 
Clipboard
,
 
Clipboard
,
 
&
action
=
edit

   
StringReplace
,
 
Clipboard
,
 
Clipboard
,
 
_
,
 
%A_Space%
,
 
All

   
Return
,
 
Clipboard

}

; Ctrl+Shift+r

^+
r
::
Send
 
revert
 
edits
 
by
 
[[
Speciel
:
Contributions
/
%edit%
|
%edit%
]]
 
to
 
last
 
version
 
by
 
%last%

```

Flere eksempler på, hvad der kan gøres med AutoHotkey kan findes i Scripts and Functions afsnit af AutoHotkeys online forum.

## Fællesskab
Det online fællesskab forum for AutoHotkey har omkring 27.300 registrerede brugere og omkring 482 tusind indlæg i januar 2012.
AutoHotkey's online chat rum ligger på Freenode IRC med et gennemsnit på 40 tilsluttede brugere i november 2009. 
Administrationen af det officielle site blev ændret.

## Bruger-bidraget funktioner
Der er udvidelser / interops / inline script biblioteker til rådighed der muliggøre brug med / fra andre programmeringssprog:
- VB/C# (.NET)[16]
- Lua[17]
- Lisp[18]
- ECL[19]
- VBScript/JScript (Windows Scripting Host)[20]
- Embedded machine code[21]

Andre store plugin's muliggøre også:
- Aspect-oriented programming
  - Function hooks[22]
- COM wrappers[23]
- Console Interaction[24]
- Dynamic Code Generation[25]
- HIDs[26]
- Internet Explorer Automation[27]
- SmartGUI Creator[28]
- Sparrow AHK Web Server[29]
- Synthetic programming
  - Bit Wizardry[30]
- Windows Event Hooks[31]

## Eksterne links
- Officiel hjemmeside
- Blog website